# ブルベイカー
『ブルベイカー』（原題：Brubaker）は、1980年制作のアメリカ合衆国の映画。スチュアート・ローゼンバーグ監督、ロバート・レッドフォード主演。

## あらすじ
ウェイクフィールド刑務所は、自治委員に選出された囚人たちによって運営されており、一見民主的に見えるが、実態はリンチや賄賂、過酷な労働が横行する、地獄のような場所であった。
ある日、この刑務所にヘンリー・ブルベイカーという男が収監される。ブルベイカーはこの刑務所のすさまじい実態を、待遇改善を進めようとするディッキーに同調して改革に乗り出そうとするが、前途は多難だった。
実はブルベイカーは、刑務所内の囚人たちの待遇を密かに調査するために州政府によって送り込まれた人物だった。ブルベイカーは所長の地位に就くと待遇改善を断行、それは功を奏し、刑務所内には明るさが戻るが、賄賂によって潤ってきた一部の委員たちはそれを快く思わず、ブルベイカーの追放を目論み…。

## キャスト
※括弧内は日本語吹替
- ヘンリー・ブルベイカー - ロバート・レッドフォード（野沢那智）
- リチャード・“ディッキー”・クームス - ヤフェット・コットー（坂口芳貞）
- リリアン・グレイ - ジェーン・アレクサンダー（弥永和子）
- ジョン・ディーチ - マーレイ・ハミルトン（細井重之）
- ラリー・リー・バレン - デヴィッド・キース（野島昭生）
- ウォルター - モーガン・フリーマン（玄田哲章）
- ロイ・パーセル - マット・クラーク（青野武）
- ヒューイ・ラウチ - ティム・マッキンタイア（石田太郎）
- エイブラハム・クック - リチャード・ウォード（藤本譲）
- ザランスカ - ジョン・ヴァン・ネス（キートン山田）
- ウッドワード - M・エメット・ウォルシュ（秋元羊介）
- ロリー・ポーク - アルバート・サルミ（上田敏也）
- キャロル - リンダ・ヘインズ（佐々木るん）
- エディ・コールドウェル - エヴェレット・マッギル（笹岡繁蔵）
- フロイド・バードウェル - ジョー・スピネル（平林尚三）
- ピンキー - ジェームズ・キーン（広瀬正志）
- グレン・エルウッド - コンラッド・シーハン（喜多川拓郎）
- ウェンデル - ヴァル・エイヴリー（峰恵研）
- バール・ウィレッツ - ロン・フレイザー（藤城裕士）
- デュアン・スパイビー - デヴィッド・ハリス（大滝進矢）
- クラレンス - ブレント・ジェニングス（千田光男）
- フェンスター医師 - ノーブル・ウィリンガム（上田敏也）
- ロジャース - ウィルフォード・ブリムリー（峰恵研）
- ハイト上院議員 - ジョン・マクマーティン（有本欽隆）
- レンフロ所長 - リー・リチャードソン（藤本譲）
- レンフロ夫人 - エレーン・ロアー・リチャードソン（片岡富枝）